# Buddy Carter
Earl Leroy "Buddy" Carter, född 6 september 1957 i Port Wentworth i Georgia, är en amerikansk republikansk politiker. Han är ledamot av USA:s representanthus sedan 2015.
Carter studerade vid Young Harris College och University of Georgia.